# Ein feste Burg ist unser Gott, BWV 80
Ein feste Burg ist unser Gott, BWV 80 (El nostre Déu és un sòlid castell), és una cantata religiosa de Johann Sebastian Bach per a la Festa de la Reforma estrenada a Leipzig, el 31 d'octubre d'un any comprès entre 1724 i 1731.

## Origen i context
El llibret en la seva major part, números 2, 3, 4, 6 i 7, és de Salomo Franck – secretari major i poeta oficial de la cort de Weimar – i per als números 1, 2, 5 i 8, empra les quatre primeres estrofes de l'himne Ein feste Burg ist unser Gott de Luter (1528/1529). Aquesta cantata està basada en una d'anterior escrita a Weimar l'any 1715, la BWV 80a, de la que se n'ha perdut la música, destinada al tercer diumenge de quaresma conegut també com a diumenge Oculi. Atès que a Leipzig durant la quaresma no estava permès l'anomenada música figuraliter, Bach l'aprofità per a una altra ocasió, en aquest cas la festa de la Reforma. La data de composició no està clara i ha estat objecte de moltes opinions i controvèrsies, amb propostes que van des de 1724 a 1740. Per a aquesta festivitat es conserva la cantata anterior en el catàleg de Wolfgang Schmieder, la BWV 79 amb la que té moltes analogies formals – divisió en dues parts separades per un coral – i la magnitud del cor inicial. En algunes ocasions la  BWV 76 s'interpretà aquest dia.

## Anàlisi
Obra escrita per a soprano, contralt, tenor, baix i cor; tres trompetes, timbals, dos oboès d'amor, dos oboe da caccia, corda i baix continu, amb orgue. Consta de vuit números.
1. Cor: Ein feste burg ist unser Gott (El nostre Déu és un sòlid castell)
2. Ària (baix) i coral (soprano): Alles, was von Gott geboren (Tot el qui ha nascut de Déu)
3. Recitatiu (baix): Erwäge doch, Kind Gottes, die so große Liebe (Considera, doncs, fill de Déu)
4. Ària (soprano): Komm in mein Herzenshaus (Vine a la llar del meu cor)
5. Coral: Und wenn die Welt voll Teufel wär (Mal s'omplís el món de dimonis)
6. Recitatiu (tenor): So stehe dann bei Christi blutgefärbten Fahne (Apa doncs, Corre darrere la bandera de Crist tenyida de sang)
7. Ària (duet de contralt i tenor): Wie selig sind doch die, die Gott im Munde tragen (Benaurats els qui estan suspesos dels llavis de Déu)
8. Coral: Das Wort sie sollen lassen stahn (Potser deixaran de banda la seva Paraula)

El cor inicial és d'una gran magnificència, que gira al voltant del coral indicat de Luter, que n'és també l'autor de la música. Format per cinc seccions cadascuna com una fuga que en conjunt formen un motet polifònic. En l'ària del número 2, el baix acompanyat per un ritornello de la corda a l'uníson canta el text i el soprano amb l'oboè hi superposa el coral de Luter. El recitatiu número 3 de baix, és un exemple típic de les cantates de Weimar, on es combinen passatges estrictament recitatius amb altres de cantats. L'ària de soprano següent, només té l'acompanyament del continu, precedeix l'extraordinari coral, número 5, que com en tota l'obra els fragments lligats al text de Luter són en re menor. És un cor a l'uníson, amb els sopranos i contralts cantant en l'octava dels tenors i baixos. El recitatiu de tenor, número 6, s'assembla a l'anterior per la mescla de recitatiu secco i airoso. El número 7, un duet de contralt i tenor, és de fet un doble duo sobre el baix continu, l'oboè da caccia i el violí per un costat i les dues veus per l'altre. El coral final amb la versió a cappella de la melodia de Luter, tanca la cantata. Té una durada aproximada de mitja hora.

## Discografia seleccionada
- J.S. Bach: Das Kantatenwerk. Sacred Cantatas Vol. 5. Nikolaus Harnoncourt, Tölzer Knabenchor (Gerard Schmidt-Gaden, director), Concentus Musicus Wien, Wilhelm Wiedl (soprano del cor), Paul Esswood, Kurt Equiluz, Ruud van der Meer. (Teldec), 1994.
- J.S. Bach: The complete live recordings from the Bach Cantata Pilgrimage. CD 47: Schlosskirche, Wittenberg; 31 d'octubre de 2000. John Eliot Gardiner, Monteverdi Choir, English Baroque Soloists, Joanne Lunn, Wiliam Towers, James Gilchrist, Peter Harvey. (Soli Deo Gloria), 2013.
- J.S. Bach: Complete Cantatas Vol. 22. Ton Koopman, Amsterdam Baroque Orchestra & Choir. (Challenge Classics), 2006.
- J.S. Bach: Cantatas Vol. 27. Masaaki Suzuki, Bach Collegium Japan, Susanne Rydén, Pascal Bertin, Gerd Türk, Peter Kooy. (BIS), 2005.
- J.S. Bach: Church Cantatas Vol. 26. Helmuth Rilling, Gächinger Kantorei, Bach-Collegium Stuttgart. (Hänssler), 1999.
- J.S. Bach: 6 Favourite Cantatas. Joshua Rifkin, Bach Ensemble, Jeffrey Thomas, Jan Opalach, Allan Fast, Julianne Baird. (Decca), 1997.
- J.S. Bach: Magnificat BWV 243 & BWV 80. Philippe Herreweghe, La Chapelle Royale, Collegium Vocale Gent, Barbara Schlick, Agnes Mellon, Gerard Lesne, Peter Kooy. (Harmonia Mundi), 1990.
- J.S. Bach: Cantatas BWV 80, 140, 147. Jesu, meine Freude. Wolfgang Gönnenwein, South German Madrigal and Instrumentalists, Consortium Musicum, Elly Ameling, Janet Baker, Theo Altmeyer, Hans Sotin. (Emi), 2005.